# Willie Redmond
Pour les articles homonymes, voir Redmond.
Le major William Hoey Kearney Redmond, dit Willie Redmond, né le 13 avril 1861 à Liverpool et mort le 7 juin 1917 à Dranoutre en Belgique, est un homme politique britannique (irlandais). Nationaliste irlandais, député au Parlement du Royaume-Uni, il s'engage dans les forces armées britanniques lors de la Première Guerre mondiale. Tué au combat, il est « le mort irlandais le plus célèbre de la Grande Guerre ». Il est perçu comme « le plus représentatif des milliers de nationalistes irlandais qui ont servi dans les forces armées britanniques en 1914-1918 ».

## Biographie

### Débuts
Il naît dans une famille catholique irlandaise du comté de Wexford. Son père, William Archer Redmond, est député de la ville de Wexford à la Chambre des communes du Royaume-Uni, représentant la Ligue pour l'autonomie de l'Irlande, de 1872 à 1880 ; sa mère, Mary, est issue d'une famille protestante. Willie a un frère aîné, John, et deux sœurs. Il quitte l'école à l'âge de 15 ans et travaille un temps dans la marine marchande, puis est tout aussi brièvement lieutenant dans le Régiment royal irlandais de l'armée britannique de 1879 à 1881. Il quitte le régiment pour rejoindre la Ligue nationale irlandaise pour la terre qui milite pour que les fermiers pauvres puissent posséder les terres sur lesquelles ils travaillent. En février 1882, il est arrêté et condamné à trois mois de prison pour possession de tracts séditieux. Dans la prison de Kilmainham, il partage la cellule du nationaliste Charles Stewart Parnell dont il devient un loyal partisan.
Sorti de prison, il visite les États-Unis avec Michael Davitt pour collecter des fonds au profit de la Ligue pour la terre. En 1883, il part en Australie avec son frère John, pour la même raison. Il y rencontre Eleanor Mary Dalton, qu'il épousera en 1886 ; la tante de celle-ci, Johanna, épouse quant à elle John dès 1883. Les deux frères visitent à nouveau les États-Unis pour collecter des fonds. En leur absence, Willie est élu, en juillet 1883, député de Wexford (l'ancienne circonscription de son père) à la Chambre des communes britannique, sous l'étiquette du tout jeune Parti parlementaire irlandais fondé par Charles Parnell. Il y rejoint ainsi son frère, député depuis 1881.

### Carrière politique
Willie sera membre du Parlement britannique jusqu'à sa mort. S'il est un « orateur fréquent » à la Chambre des communes, « l'ardeur de ses discours prime souvent sur leur cohérence intellectuelle ». Il apparaît à plusieurs égards comme une figure contradictoire. Il est populaire, et apprécié même par ses adversaires politiques, mais l'excès de ses propos lui vaut d'être suspendu de la Chambre à plusieurs reprises. Il n'hésite pas à évoquer la possibilité d'une insurrection en Irlande, mais demeure en réalité attaché à la voie paisible, parlementaire et constitutionnelle. Il est « pugnace », « loquace » et davantage radical que la plupart de ses camarades du parti sur les questions de société. Il soutient notamment le droit de vote des femmes et la création de pensions de vieillesse, et en vient à se décrire comme socialiste. En 1890, lorsque le parti est scindé en deux à la suite d'un scandale personnel touchant Charles Parnell, Willie Redmond (comme son frère) demeure loyal à celui-ci,.
En 1891, il est profondément affecté par la mort de son unique enfant, son fils âgé de cinq ans, puis par la mort de Charles Parnell peu après. Il traverse une période d'errance politique et personnelle. Il se représente néanmoins avec succès aux élections législatives de 1892, faisant fi de l'hostilité de l'Église catholique envers les partisans du défunt Parnell. Avec Arthur Griffith et Maud Gonne, il est des nationalistes irlandais qui militent contre la seconde guerre des Boers (1899-1902). Il est emprisonné brièvement en 1902 pour ses discours « incendiaires » à ce sujet.
Dans les années 1900, il s'intéresse au statut de dominion dont bénéficient le Canada, l'Australie et la Nouvelle-Zélande, membres de l'Empire britannique mais jouissant d'une très grande autonomie. Il s'appuie ce statut pour réfléchir aux modalités d'une indépendance paisible de l'Irlande au sein de l'Empire. La loi d'autonomie de 1914 ne concrétise que partiellement ce souhait, et sa mise en application est retardée par l'entame de la Première Guerre mondiale.

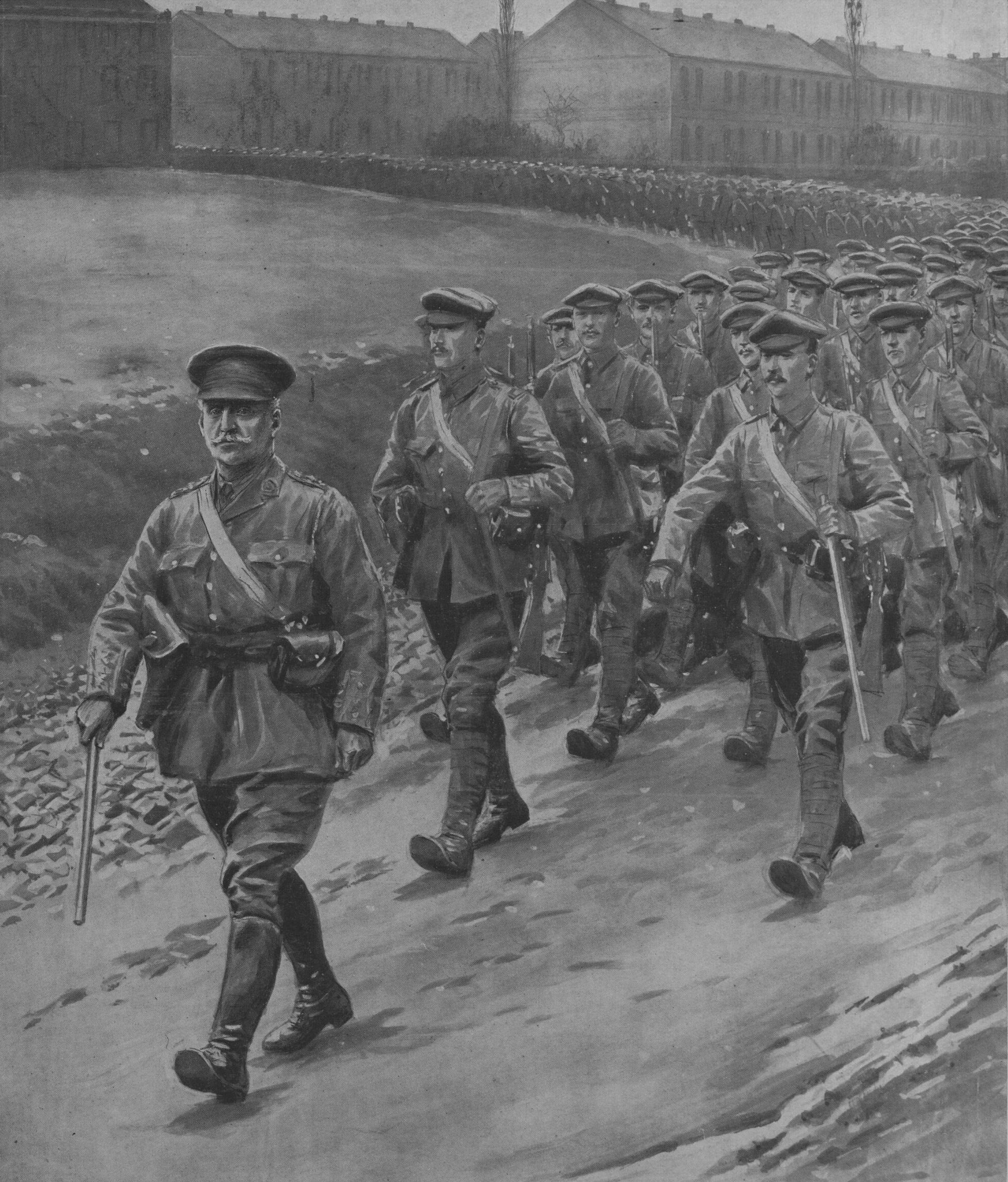
Willie Redmond à la tête de soldats irlandais déployés pendant la Grande Guerre, image publiée par The Illustrated London News en mai 1916.

### Participation à la Grande Guerre
À l'instar de son frère John, qui est le chef du Parti parlementaire irlandais depuis 1900, Willie Redmond soutient activement la participation de l'Irlande à la Première Guerre mondiale, en soutien au reste du Royaume-Uni. Durant un discours en novembre 1914, il explique que l'autonomie de l'Irlande étant acquise, la guerre concerne les Irlandais tout autant que la Grande-Bretagne, d'autant qu'il s'agit de défendre la Belgique, une petite nation agressée. Bien qu'âgé de cinquante-trois ans, « en surpoids et peu en forme », il s'engage dans la 16e division (division irlandaise) de l'armée volontaire britannique. Il est capitaine dans le 6e régiment royal irlandais du cette division, largement constituée de volontaires nationalistes irlandais. Il est déployé au front en décembre 1915. Il est promu major en juillet 1916,.
L'insurrection de Pâques, orchestrée par une minorité radicale et violente du mouvement nationaliste à Dublin en avril 1916, le choque, et affecte sa santé. Durant une permission, il retourne s'exprimer à la Chambre des communes en mars 1917, et appelle à ce que l'Irlande obtienne immédiatement son autonomie, pour sauvegarder une issue pacifique à la question de l'avenir du pays, et pour ne pas provoquer de scission irréconciliable entre les communautés nationalistes et unionistes. Il espère toujours que l'expérience de la Grande Guerre forgera une unité entre ces communautés. « Bien trop âgé pour les privations des tranchées », et toujours affecté par l'éruption du nationalisme violent en Irlande, il n'est pas en bonne santé, mais insiste et obtient d'être à nouveau déployé au front.
Le 7 juin, il est blessé au combat à Wytschaete, en Belgique, durant la bataille de Messines. Il meurt de sa blessure le même jour, à l'hôpital de campagne à Dranoutre. Il est inhumé le lendemain dans le jardin du couvent de Locre, où sa tombe demeure à ce jour. Edward Carson, le chef des unionistes irlandais, lui rend hommage et exprime publiquement l'estime qu'il avait pour cet adversaire politique ; le roi George V exprime également ses condoléances. Sa mort entraîne une élection partielle dans sa circonscription de Clare-est, remportée par le nationaliste radical Éamon de Valera, du parti Sinn Féin ; une défaite caractéristique pour le Parti parlementaire irlandais en déclin. Willie Redmond ne connaîtra ainsi pas l'échec définitif de son espoir d'une autonomie paisible pour l'Irlande, lorsque éclate la guerre d'indépendance irlandaise en 1919,. En décembre 2013, les premiers ministres irlandais et britannique, Enda Kenny et David Cameron, se rendent ensemble sur sa tombe pour un hommage commun. 
Il est l'un des quarante-trois parlementaires britanniques morts à la Première Guerre mondiale et commémorés par un mémorial à Westminster Hall, dans l'enceinte du palais de Westminster où siège le Parlement.

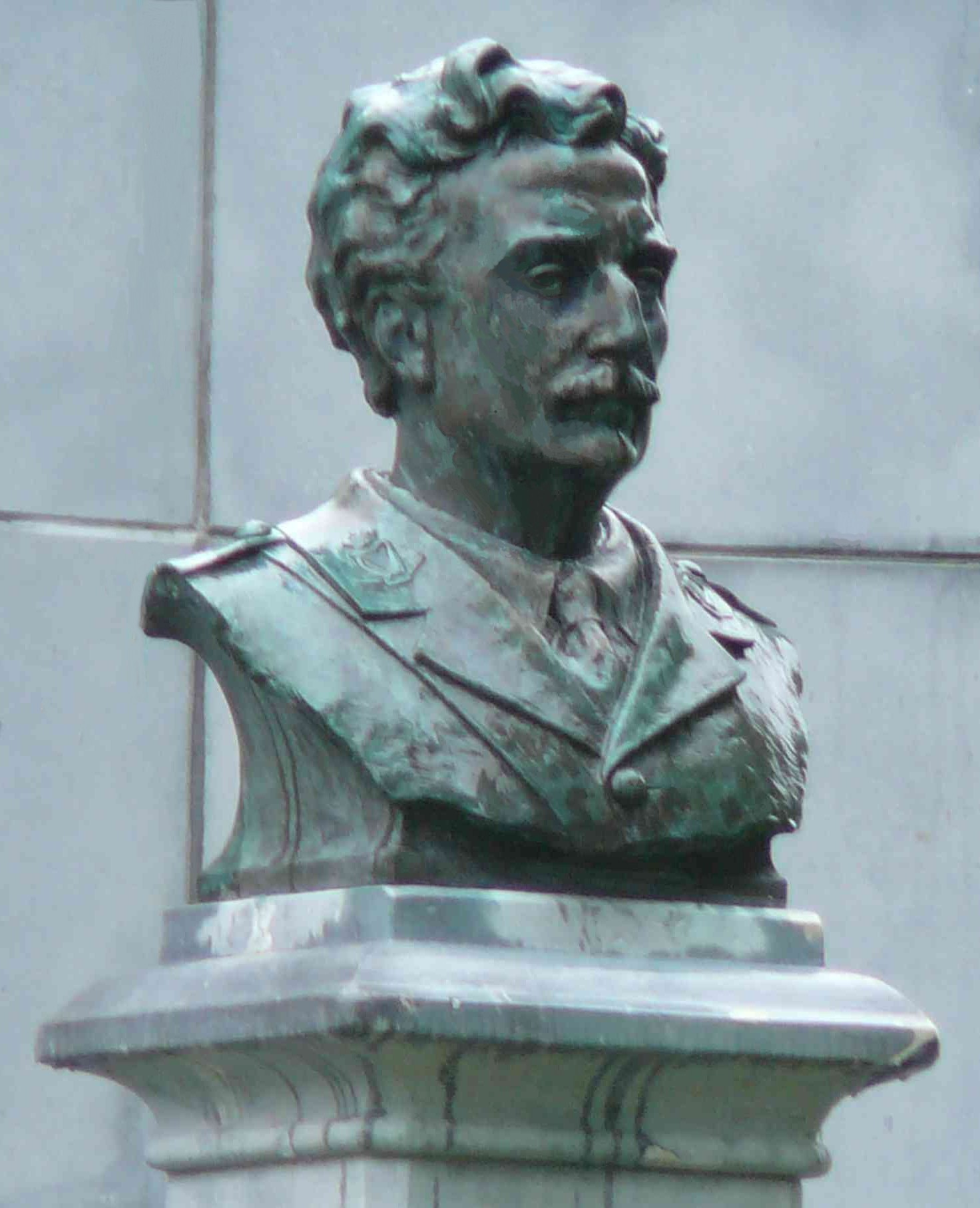
Buste de Willie Redmond dans le Parc mémorial Redmond à Wexford.
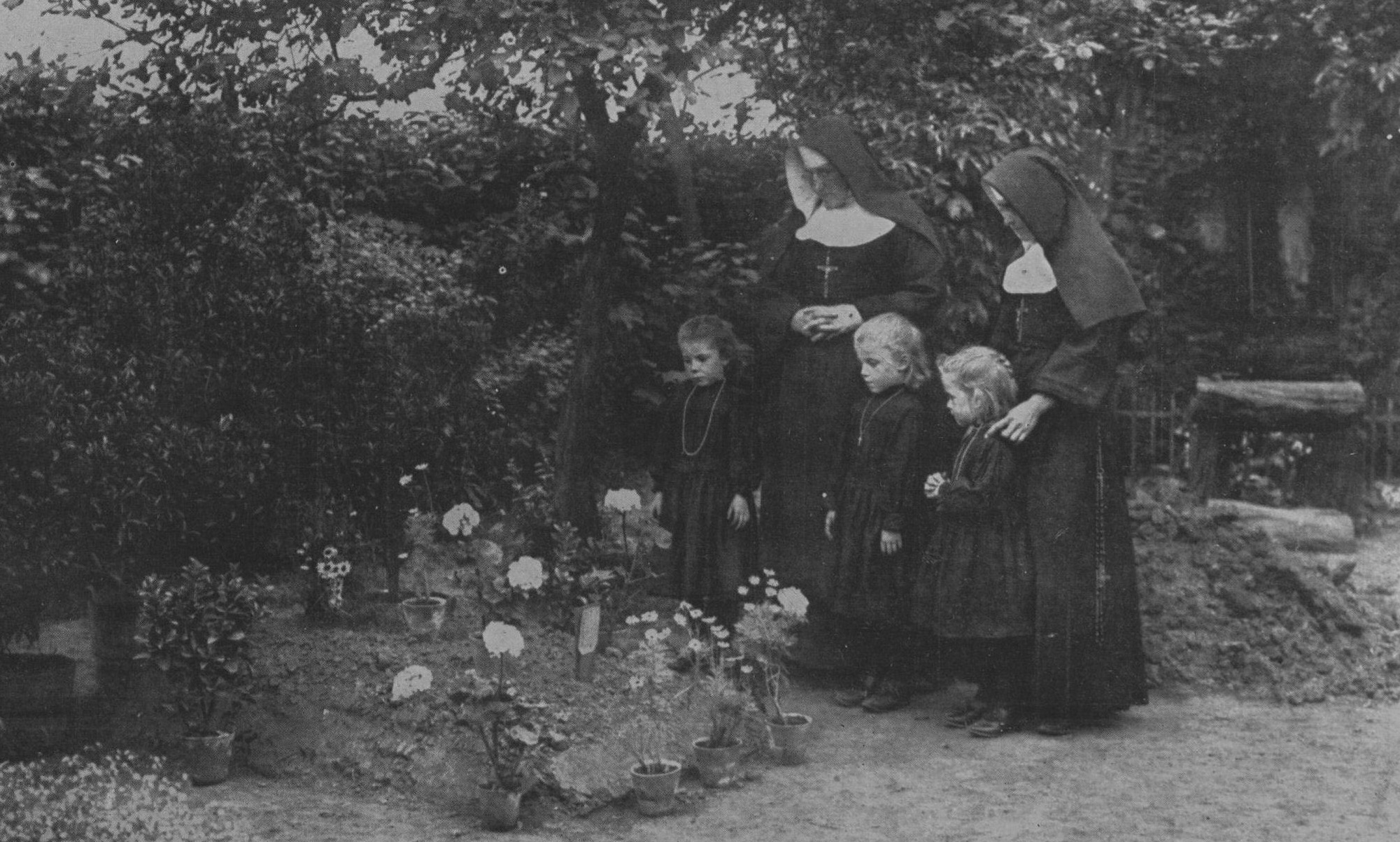
La sépulture de Willie Redmond deux semaines après sa mort, en juin 1917...
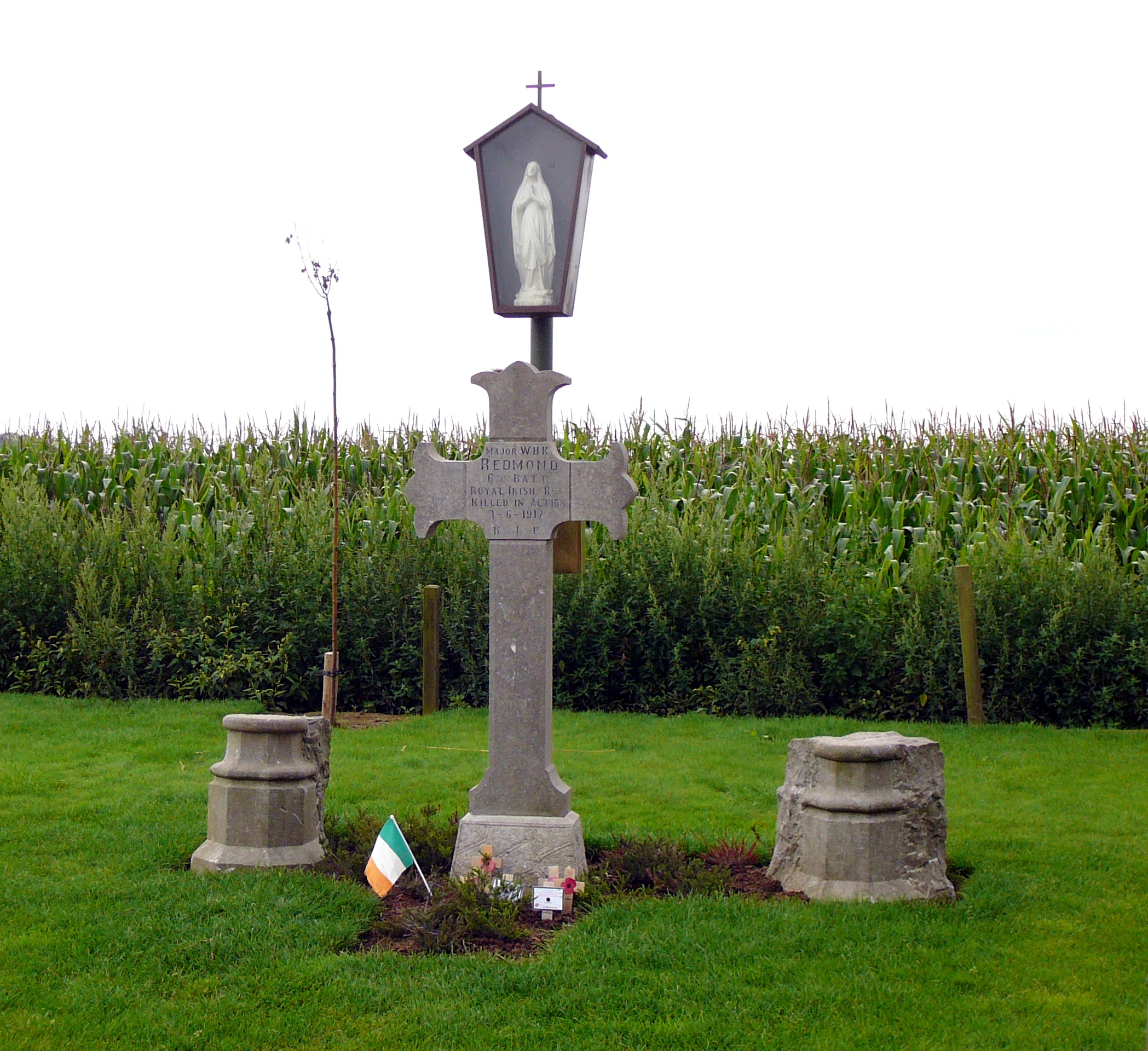
...et en juillet 2011.